# Abd El Hamid Zayed

Dr. Abd El Hamid Zayed est un égyptologue égyptien, partisan de thèses afrocentristes [réf. nécessaire] sur l'origine des anciens Égyptiens, dénonçant ainsi les biais de l'égyptologie occidentale : 
« L'histoire de l'Égypte ancienne a si longtemps été considérée comme méditerranéenne et blanche qu'il faut reconvertir les techniques d'enquête, les matériaux et surtout les mentalités des chercheurs pour replacer la terre des pharaons dans son contexte africain[réf. nécessaire] »

## Publications
- Le tombeau d’Akhtéhotep à Saqqara, ASAE LV, 1958,
- The antiquities of El Minia, Cairo, 1960,
- Egyptian Antiquities Cairo, Cairo, 1962,
- Abydos, Cairo, 1963,
- Painted Wooden Stelae in the Cairo Museum, in Revue d'égytologie no 20, 1968,
- Eternal Jerusalem, Public Book Institute, Cairo, 1974,
- La stèle du Vice-Roi de Nubie, Ousersatet, au British Museum", 1999.